# Carmichael
Carmichael – miejscowość spisowa (obszar niemunicypalny) w Stanach Zjednoczonych, w Kalifornii, w hrabstwie Sacramento. 
W Carmichael urodziła się Brenda Song, amerykańska aktorka znana z roli London Tipton w serialach Nie ma to jak hotel oraz Nie ma to jak statek.